# Pablo Valentín
Pablo Valentín (Cidade do México, 17 de outubro de 1972) é um ator e comediante mexicano.

## Filmografia
- Tu vida es mi vida (2024) - Marcos Balam
- Eternamente amándonos (2023) - Óscar
- Corazón guerrero (2022) - Valero
- La mexicana y el güero (2020-2021) - Luis Ayala
- Vencer el miedo (2020) - Tulio Menéndez
- Por amar sin ley (2018-2019) - Benjamín Acosta
- Yago (2016) - Abel Cruces
- Antes muerta que Lichita (2015-16)- Gumaro Sánchez
- El color de la pasión (2014) - Mario Hernández
- Qué pobres tan ricos (2013) - Argelio
- Mentir para vivir (2013) - Comandante Alejandro Lazcano
- Por ella soy Eva (2012) .... Fernando Contreras
- La fuerza del destino (2011) .... Advogado Lara
- Para volver a amar (2010-2011) .... Marcial
- Los simuladores (2009) ....
- Los exitosos Pérez (2009) .... Sergio Méndez
- Sortilégio (2009) .... Delegado
- S.O.S.: Sexo y otros Secretos (2008) .... Suicida
- Un gancho al corazón (2008-2009) .... Tano Rodríguez
- Mujeres asesinas (2008) ....
- Vecinos (2005-2008) .... Pedro Medina
- Zapatitos (2008) ....
- RBD: La familia (2007) ....
- Mujer, casos de la vida real (2006) ....
- Skimo (2005) .... Mordomo
- Hospital el paisa (2004) ....
- La Familia P.Luche (2003) .... Rigo

## Prêmios e indicações
| Ano  | Premiação  | Categoria               | Telenovela       | Resultado |
| ---- | ---------- | ----------------------- | ---------------- | --------- |
| 2013 | TVyNovelas | Melhor ator coadjuvante | Por ella soy Eva | Indicado  |